# Stará Lesná
Stará Lesná (deutsch Altwalddorf, ungarisch Felsőerdőfalva – bis 1892 Óleszna) ist eine Gemeinde in der Ostslowakei mit 985 Einwohnern (Stand 31. Dezember 2024), die zum Okres Kežmarok, einem Teil des Prešovský kraj, gehört und in der Landschaft Zips liegt.

## Geographie

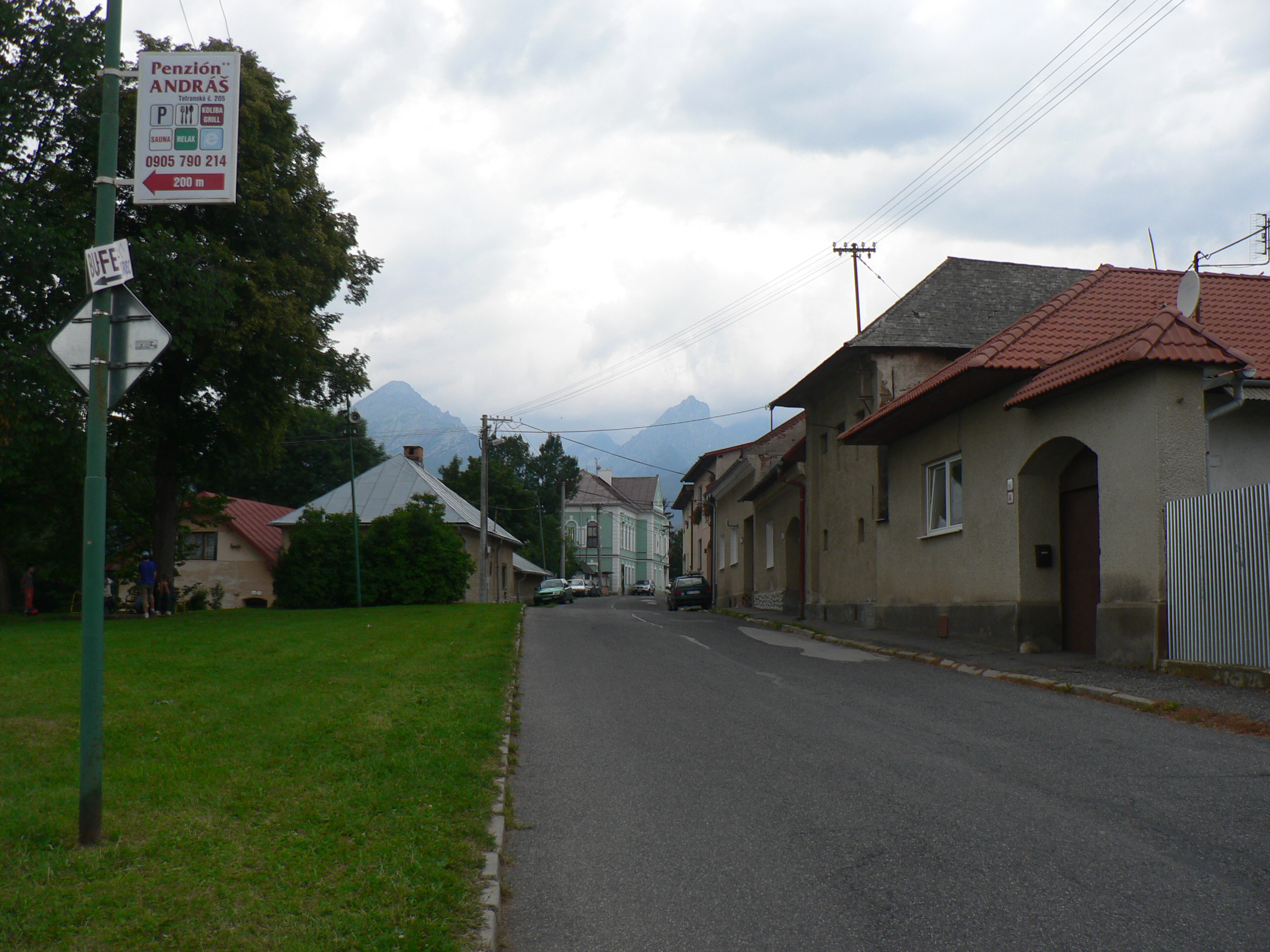
Blick in die Hauptstraße im Ort

Die Gemeinde befindet sich im Talkessel Podtatranská kotlina, genauer in dessen Untereinheit Popradská kotlina am Fuße der nordwestlich gelegenen Hohen Tatra, am Bach Studený potok (deutsch Kohlbach) im Einzugsgebiet des Poprad. Das Ortszentrum liegt auf einer Höhe von 736 m n.m. und ist 11 Kilometer von Kežmarok sowie 15 Kilometer von Poprad entfernt (Straßenentfernung).
Nachbargemeinden sind Vysoké Tatry (Katastralgemeinden Starý Smokovec und Tatranská Lomnica) im Südwesten, Westen, Nordwesten und Norden, Veľká Lomnica im Nordosten, Osten und Südosten und Mlynica im Süden.

## Geschichte

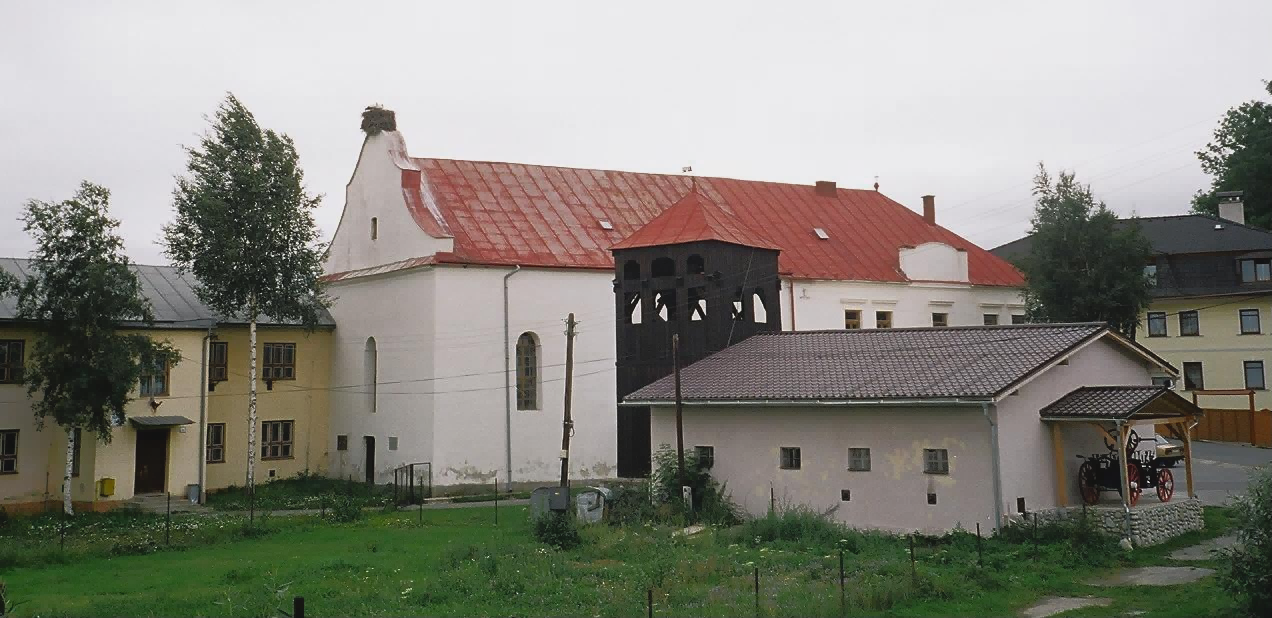
Evangelische Kirche und altes Feuerwehrhaus

Stará Lesná wurde in der zweiten Hälfte des 13. Jahrhunderts durch die Familie Berzeviczy gegründet und zum ersten Mal 1294 als Erdewfalva schriftlich erwähnt. Im frühen 14. Jahrhundert wurde das Dorf durch eine Schenkung von Karl Robert von Anjou Besitz des Magisters Kakas. 1787 hatte die Ortschaft 72 Häuser und 508 Einwohner, 1828 zählte man 92 Häuser und 668 Einwohner, die als Viehhalter, Waldarbeiter sowie Hersteller von Leinenzeug beschäftigt waren, ab dem 19. Jahrhundert vermehrt auch als Bergführer, Arbeitskräfte in Fremdenverkehrseinrichtungen in der Tatra und in Industriebetrieben in der Gegend.
Bis 1918 gehörte der Ort im Komitat Zips zum Königreich Ungarn und kam danach zur neu entstandenen Tschechoslowakei beziehungsweise heute Slowakei. 1947 kamen Teile des früheren Gemeindegebietes in der Hohen Tatra zur neu gegründeten Gemeinde Vysoké Tatry.
Bis zum Ende des Zweiten Weltkrieges war ein großer Teil der Ortsbevölkerung deutschsprachig. Auf dem Friedhof haben sich eine Reihe deutschsprachiger Grabsteine erhalten.

## Bevölkerung
| Jahr                | 1994 | 2004     | 2014    | 2024    |
| ------------------- | ---- | -------- | ------- | ------- |
| Anzahl der Personen | 761  | 938      | 1006    | 985     |
| Unterschied         |      | +23,25 % | +7,24 % | −2,08 % |

| Jahr                | 2023 | 2024    |
| ------------------- | ---- | ------- |
| Anzahl der Personen | 986  | 985     |
| Unterschied         |      | −0,10 % |

Gemäß der Volkszählung 2011 wohnten in Stará Lesná 1007 Einwohner, davon 814 Slowaken, 108 Roma, vier Polen, jeweils zwei Russen und Tschechen sowie jeweils ein Russine und Ukrainer. Ein Einwohner gab eine andere Ethnie an und 74 Einwohner machten keine Angabe zur Ethnie.
788 Einwohner bekannten sich zur römisch-katholischen Kirche, 45 Einwohner zur Evangelischen Kirche A. B., 12 Einwohner zur griechisch-katholischen Kirche, 10 Einwohner zu den Zeugen Jehovas, zwei Einwohner zur orthodoxen Kirche  und ein Einwohner zur evangelisch-methodistischen Kirche. Ein Einwohner bekannte sich zu einer anderen Konfession, 73 Einwohner waren konfessionslos und bei 75 Einwohnern wurde die Konfession nicht ermittelt.

## Bauwerke und Denkmäler
- römisch-katholische Kirche, ursprünglich im frühgotischen Stil im 13. Jahrhundert errichtet, 1793–1794 im barock-klassizistischen Stil umgebaut
- evangelische Kirche im klassizistischen Stil aus dem Jahr 1821
- Glockenturm im Stil der Renaissance, gegen 1600 erbaut

## Wirtschaft
Heute ist die Gemeinde durch Tourismus geprägt, mit Hotels, Pensionen, Hütten sowie einem großen Camping- und Zeltplatz nordwestlich des Ortskerns.
Durch Stará Lesná verläuft die Cesta III. triedy 3102 („Straße 3. Ordnung“) zwischen Veľká Lomnica und dem Straßenzug Cesta Slobody in der Tatra. Nordwestlich des Ortszentrums liegt die Haltestelle Stará Lesná an der Elektrischen Tatrabahn. Der Ort ist durch mehrere Bushaltestellen an das Regionalbusnetz angeschlossen.